# Guelta Zerka
Guelta Zerka è un comune dell'Algeria, situato nella provincia di Sétif.